# 丹尼·達赫蒂
丹尼斯·杰拉德·斯蒂芬·"丹尼"·達赫蒂（英語：Dennis Gerrard Stephen "Denny" Doherty，1940年11月29日—2007年1月19日）是一位加拿大音樂家、歌手、詞曲作者和演員。他是1960年代音樂團體媽媽與爸爸合唱團的創始成員。

## 早年生活與事業
丹尼·達赫蒂生於加拿大新斯科舍省哈利法克斯，五個孩子中排行最小。他在哈利法克斯北端一個堅定的天主教家庭長大。他的父親是一名碼頭工人，達赫蒂將他的母親描述為“家庭主婦和神秘主義者”。
達赫蒂和三個朋友—Richard Sheehan、Eddie Thibodeau和Mike O'Connell，於1956年在一個名為Hepsters的樂隊中開始了他們的音樂生涯。 兩年後，他們解散了。1960年，仍然在哈利法克斯；19歲的Doherty連同Pat LaCroix和Richard Byrne開始了一個當代民謠音樂組合，稱為Colonials。
哥倫比亞唱片幾個月後與組合簽約，當時他們更名為哈利法克斯三世樂團(the Halifax III)。組合錄製了兩張LP並取得了小成功，名為“不會和米奇一起唱歌的男人”，但在1965年解散。

## 媽媽與爸爸合唱團
1963年，達赫蒂與卡絲·埃利奧特建立了友誼，當時她與一個名為The Big 3的組合。在與哈利法克斯三世樂團一起巡演時，達赫蒂遇到了約翰·菲利普斯和他的妻子蜜雪兒·菲利普斯。
幾個月後，哈利法克斯三世樂團解散，達赫蒂和他們的伴奏者Zal Yanovsky在荷里活破產。埃利奧特說服她的經理僱用他們。因此，達赫蒂和亞諾夫斯基加入了三巨頭（將成員數量增加到四人）。在短期內增加了更多團體成員後，他們更名為the Mugwumps，很快因資不抵債而解散。亞諾夫斯基繼續與John Sebastian形成the Lovin' Spoonful。
大約在這個時候，約翰·菲利普斯的新樂隊The New Journeymen需要替補男高音Marshall Brickman，因為原本的男高音已經離開樂隊從事電視寫作事業。達赫蒂當時失業，於是便填補了空缺。在New Journeymen於1965年初宣布解散後，埃利奧特被邀請組建一支新團體，該團體後來成為Magic Cyrcle。六個月後的1965年9月，該團體與Dunhill Records簽訂了唱片合約。將組合的名字更改為媽媽與爸爸合唱團，團體很快開始錄製他們的首張專輯If You Can Believe Your Eyes and Ears。媽媽和爸爸的歌曲"Creeque Alley"簡要概述了這段歷史。達赫蒂主唱了1965年12月發行的"California Dreamin'"，然後再發行1966年初發行首張專輯。

## 個人發展
團體解散後，埃利奧特和達赫蒂仍然是朋友，而埃利奧特的個人表演也很受歡迎。她最終向達赫蒂求婚，但他拒絕了。在此期間，他發行了一些個人LP和單曲，其中兩張是 1971 年的“Watcha Gonna Do?”和1974年的“Waiting for a Song”，後者在美國未發行。蜜雪兒·菲利普斯和埃利奧特的背景和聲，這些錄音將是埃利奧特的最後一張專輯，因為她於1974年7月29日在睡夢中死於心臟衰竭。幾天後的八月初，達赫蒂帶著震驚和悲傷，與約翰和米歇爾·菲利普斯一起參加了葬禮。
1982年，他加入了重組的媽媽與爸爸合唱團，由約翰、他的女兒 Mackenzie Phillips 和 Spanky and Our Gang 組成。巡演並演奏了約翰寫的舊標準和新曲調。達赫蒂後來製作了一部名為“Dream a Little Dream”的非百老匯節目，講述了他對爸爸媽媽故事的看法。它受到好評並獲得好評。該節目部分是對約翰的 PBS 紀錄片“直射手：約翰·菲利普斯與媽媽與爸爸合唱團的真實故事”的回應。它以樂隊的音樂為特色，並專注於他與埃利奧特的關係。
從1993年到2001年，他在Theodore Tugboat,加拿大廣播公司電視兒童節目，根據哈利法克斯港粗略地記錄了繁忙港口中船隻的“生活”。
1999年，他還在加拿大廣播公司電視  Pit Pony (TV series) 的22集中飾演 Charley McGinnis。
2004年，Doherty 出現在Sharon, Lois & Bram的 25 週年音樂會特別節目“Skinnamarink的25年”中，該節目於2004年1月1日在 加拿大廣播公司 播出。與三人合唱兩首歌曲“California Dreamin”和“Who Put the Bomp?”他最後一次露面是在加拿大電視連續劇“Trailer Park Boys”，第7季第10集（季終集）中飾演FBI特工瑞恩·肖克內克。在 2007 年初他去世前不久拍攝完成，片尾字幕將這一集獻給他。